# Mord in Yellowstone City
Mord in Yellowstone City, Originaltitel Murder at Yellowstone City, ist ein im Jahr 2022 erschienener Western unter der Regie des US-Amerikaners Richard Gray.

## Handlung
Ein ehemaliger Sklave, der auf der Suche nach einem Ort ist, den er sein Zuhause nennen kann, trifft in einer im Niedergang befindlichen Stadt am Yellowstone ein. Am selben Tag entdeckt ein ortsansässiger Goldsucher Gold – und wird ermordet.

## Kritiken
„Es hat schon seinen Grund, warum "Mord in Yellowstone City" nicht in die Kinos gekommen ist, sondern in den meisten Ländern gleich auf Screening-Plattformen oder im DVD-Verkaufsregal gelandet ist. Der Mix aus Western und Krimi geht nicht richtig auf, aufgrund eines schwachen Drehbuchs mit Figuren, die auch nicht wirklich funktionieren wollen.“

## Produktion
Die Dreharbeiten zum Film begannen im Mai 2021 in Montana und waren im Folgemonat abgeschlossen.

## Veröffentlichung
Neben einem Kinostart wurde eine auf den 24. Juni 2022 angesetzte Veröffentlichung per Video-on-Demand angekündigt.